# ブランディングガメ
ブランディングガメ（学名：Emydoidea blandingii）は、爬虫綱カメ目ヌマガメ科ブランディングガメ属（ヨーロッパヌマガメ属に含める説もあり）に分類されるカメ。本種のみでブランディングガメ属を構成する（単型）。

## 分布
アメリカ合衆国（アイオワ州、イリノイ州北部、インディアナ州北部、ウィスコンシン州、オハイオ州北部、サウスダコタ州南東部、ニューハンプシャー州南部、ニューヨーク州北部および東部、西部、ネブラスカ州、ペンシルベニア州北西部、マサチューセッツ州東部、ミシガン州、メイン州南部）、カナダ（オンタリオ州南東部、ケベック州南部、ノヴァスコシア州南部）
模式標本の産地（模式産地）はフォックス川（イリノイ州）。

## 形態
最大甲長28.4センチメートルとヌマガメ亜科最大種。メスよりもオスの方が大型になり、メスは最大甲長21.4センチメートル。背甲はややドーム状に盛り上がり、上から見ると細長く第7-8縁甲板で最も幅が広い。背甲の表面に筋状の盛り上がり（キール）がなく、成長輪も不明瞭。縁甲板の外縁は尖らない。背甲の色彩は黒く、不規則あるいは放射状に黄色や淡黄褐色の斑紋が入る。背甲と腹甲が甲板では繋がらず靭帯で繋がるため、腋下甲板や鼠蹊甲板がない。腹甲には蝶番があるが可動性には個体差があり、腹甲を折り曲げて甲羅に隙間なく蓋をすることができる個体もいる一方で、腹甲を折り曲げることができない個体もいる。腹甲の色彩は黄色や淡黄褐色で、甲板ごとに暗色斑が入る。
頭部は中型からやや大型で、扁平。眼は大型で、やや背面寄りに位置し突出する。吻端は突出せず、上顎の先端は凹む。頸部は非常に長く、頭部と頸部をあわせた長さが腹甲の直線距離とほぼ等しい。四肢はやや長く、指趾の間には水かきが発達する。頭部や頸部、四肢、尾背面の色彩は暗灰青色や黒で、黄色や淡黄褐色の不規則もしくは虫食い状の斑紋が入る。この斑紋は老齢個体では背甲の明色斑と共に消失することもある。下顎や喉の色彩は黄色。
卵は長径2.8-4.1センチメートル、短径1.8-2.6センチメートルで、硬い殻で覆われる。孵化直後の幼体は椎甲板にあまり発達しないキールがあり、背甲や頭部の明色斑がないか不明瞭。
オスの成体は腹甲の中央部より後方が浅く凹む。尾は太くて長く、尾をまっすぐに伸ばした状態では総排出口全体が背甲の外縁よりも外側にある。上顎を覆う角質（嘴）の色彩が黄褐色で、暗色の筋模様が入る。
メスは腹甲の中央部より後方が凹まないかわずかに盛り上がる。尾はより細くて短く、尾をまっすぐに伸ばしても総排泄口の一部が背甲の外縁よりも内側にある。上顎の嘴の色彩が明黄色。

## 分類
属名Emydoideaは「Emys（ヨーロッパヌマガメ属）に似た」の意。種小名blandingiiは記載前の本種を観察して学会に発表した、William Blandingへの献名。
頭部や長い頸部などの形態からアミメガメ属に近縁とする説もあったが、系統は遠く両種とも頸部を伸ばす捕食行動に特化した収斂と考えられている。形態やミトコンドリアのシトクロムbやリボソームRNAなどの分子系統学的解析から、ブチイシガメ属やヨーロッパヌマガメ属と単系統群を形成すると推定されている。本種をヨーロッパヌマガメ属に含める説もあるが、各属の差異が大きく識別形態も明瞭であるため独立した属とする説が有力。

## 生態
湿潤大陸性気候の地域にある小型河川や湖沼、池、水たまり、湿原、湿性草原などに生息する。水質が弱酸性から弱アルカリ性で富栄養質、底質は堆積した有機質で水深が浅く水生植物の繁茂した澄んだ水場を好むが、ノヴァスコシア州の個体群のみ水質が酸性で貧栄養質の湿原を好む。昼行性で、夜間になると陸上や水中で休む。夏季は夜行性傾向が強くなる。移動性が非常に強く（メスの成体で顕著）、同じ水場内を盛んに移動する。一方で複数の水場を移動することも多く、1キロメートル以上の距離がある別の水場へ移動することもある。3-5月に水温19℃以上になると活動し、9-12月まで活動する（活動期間中であれば水温10℃でも活動することもある）。7-8月に気温18-33℃に達する環境下では、陸上の茂みや水中の底質の中で数日間だけ休眠する。
食性は動物食傾向の強い雑食で、昆虫、甲殻類、巻貝、環形動物、魚類、両生類やその幼生などを食べる。獲物に忍び寄り、頸部を素早く伸ばして捕食する。
繁殖形態は卵生。3-11月（主に5-7月）にオスがメスを水底に押しつけて交尾を迫る。5-7月に1回に3-22個の卵を年に1回だけ（一部個体群では年に2回）産む。卵は73-112日で孵化する。発生時の温度により性別が決定（温度依存性決定）し、22.5-26℃ではほとんどオス、30-31℃ではメスのみが産まれる。多くの幼体は9月に地表に現れるが、そのまま地中で越冬し翌春に地表に現れる個体もいる。オスは腹甲の直線距離（腹甲長）17-19センチメートル（生後12年）、メスは腹甲長15-21センチメートル（生後14-20年）で性成熟する。

## 人間との関係
開発による生息地の破壊、灌漑による水位低下、水質汚染、交通事故、ペット用の乱獲などにより生息数は減少している。生息地では州で法的に保護の対象とされ採集や輸出、飼育が規制されているが、密猟されることもある。2013年にワシントン条約附属書IIに掲載された。
ペットとして飼育されることがあり、日本にも輸入されていた。以前は野生個体が不定期に流通していた。1980年代後期からアメリカ合衆国産の飼育下繁殖個体が少数流通するようになり、ヨーロッパ産の飼育下繁殖個体も流通していた。日本国内での飼育下繁殖個体も流通する。幼体は高温に弱く、30℃以上の状態が続くと死ぬ個体が多い。耐寒性が強く冬眠している水場の水底まで完全凍結するような環境でなければ、日本では多くの地域で屋外飼育させることも可能。個体によっては生餌を好み餌付きにくいが、飼育下では死んだ餌や配合飼料、乾燥飼料などにも餌付く。発情したオスは非常に凶暴で、オス同士では殺し合いになるほど争ったり、メスに対して激しく交尾を迫り殺してしまうこともある。そのため基本的に単独で飼育する